# Lac Delaunay
Lac Delaunay är en sjö i Kanada.   Den ligger i regionen Côte-Nord och provinsen Québec, i den östra delen av landet, 900 km nordost om huvudstaden Ottawa. Lac Delaunay ligger 143 meter över havet.
I omgivningarna runt Lac Delaunay växer i huvudsak barrskog. Trakten runt Lac Delaunay är nära nog obefolkad, med mindre än två invånare per kvadratkilometer.